# Bembidion musae
Bembidion musae es una especie de escarabajo del género Bembidion, familia Carabidae. Fue descrita científicamente por Broun en 1882.
Habita en Nueva Zelanda.